# Vladimir Georgievich Fere
Vladimir Georgievich Fere (tiếng Nga: Владимир Георгиевич Фере; 20 tháng 5 [lịch cũ 7 tháng 5] năm 1902 tại Kamyshin – 2 tháng 9 năm 1971 tại Moskva) là một nhà soạn nhạc người Nga. Ông học tại Học viện Âm nhạc Quốc gia Moskva năm 1925 và sau đó giảng dạy tại đây.
Ông là thành viên trong tập thể của Cộng hòa Kirghiz do chính phủ Liên Xô chỉ định để thực hiện kế hoạch tích hợp văn hóa quốc gia vào nghệ thuật. Vở opera hoàn chỉnh đầu tiên của họ là Ai-churek.

## Tác phẩm
Các tác phẩm của ông bao gồm:
- Sonata, cho vĩ cầm và dương cầm, op. 4 (1924–25)
- Tổ khúc, cho dương cầm, op. 6 (1927)
- Thơ (2) của S. Yesenin, cho thanh nhạc và dương cầm, op. 7 (1928)
- Sonata, cho dương cầm (1928)
- Sonatina Alla barbara, cho dương cầm (1928)
- Our Children, bản nhạc piano (6) cho thiếu nhi, op. 12 (1933)
- Ai-Churek, vở opera gồm 4 màn sau một hồi của  "Manas Epos" (1938–1939) Libretto: D. Tursubekov, D. Bokonbaev and K. Malikov. Được trình diễn lần đầu vào năm 1939 tại Frunse.
- Tứ tấu đàn dây về Kirghiz Themes, op. 27 (1946)
- Manas, opera (1947, phiên bản thứ 2 năm 1966)
- The History of Happiness, cantata (1949)
- On the Banks of Issyk-Kula (1950)
- Toktogul, opera (1958)
- The Witch, opera (1961)
- Five Millions Francs, libretto, operetta (1962)
- Lenin's motherland (Forever sacred places), op. 41 (1970)
- Two Pieces, cho cello và dương cầm, op. 46 (1974)
- The White Wings, opera (hoàn thành bởi Vladimir Vlasov, 1979)[4]